# Negayan tucuman
Negayan tucuman là một loài nhện trong họ Anyphaenidae.
Loài này thuộc chi Negayan. Negayan tucuman được miêu tả năm 2005 bởi Lopardo.